# Reino Aarnio
Pour les articles homonymes, voir Aarnio.
Reino Aarnio est un architecte américain d’origine finlandaise, né le 8 décembre 1912 à Turku et mort le 12 février 1988 à River Edge, dans le New Jersey.
Il est diplômé cum laude en architecture de l'université de New York et membre de l’American Institute of Architects (AIA).

## Œuvres
- 1958 : bâtiment de l’administration américaine, bibliothèque et exposition à Poznań
- 1963 : synagogue et école réformées de River Edge, River Edge, New Jersey
- 1965 : bibliothèque publique de Paramus, Paramus, New Jersey
- 1968 : école de l’église luthérienne Immanuel, Whitestone, État de New York
- 1969 : ambassade de Finlande auprès des Nations unies, New York
- 1969 : bibliothèque publique de Lincoln Park, Lincoln Park, New Jersey

## Prix
Il remporte le prix F. B. Morse en 1935 et le prix Sherrill en 1936.